# 서플로리다
서플로리다(West Florida)는 멕시코만 북안의 동서에 펼쳐진 넓은 지역으로, 18세기 후반부터 19세기 초에 그 지역을 표하기 위해서 사용된 이름이다. 역사에서 몇 번이나 경계로 지배자가 바뀌었다. 이 지역을 통치한 것은 프랑스, 스페인, 영국과 미국이었다. 잠시나마 서플로리다 공화국으로 독립하였으며, 남북 전쟁 때는 아메리카 연합국에 속했다. 최종적으로는 미국이 지역 전체를 통치했고, 현재는 루이지애나, 미시시피주, 앨라배마주와 플로리다주의 일부가 되었다.

## 역사
서 플로리다는 1682년부터 1763년까지 동부는 스페인이 서부는 프랑스가 각각 나뉘어 통치하고 있었다. 스페인은 플로리다 식민지의 일부로 펜사콜라에 거점을 두고 있었다. 프랑스는 프랑스령 루이지애나의 일부로 모빌을 거점으로 하고 있었다. 프랑스령 루이지애나는 누벨 프랑스의 일부로도 여겨졌다. 7년 전쟁(프렌치 인디언 전쟁)을 종결시킨 파리 조약의 협상에 따라 영국은 스페인령 플로리다와 프랑스령 루이지애나의 일부를 양도 받았다. 프랑스령 루이지애나 일부는 미시시피강과 펠디도 강 사이에서 폰 처트 레인 호수 북쪽 지역이었다. 프랑스는 다른 조약으로 루이지애나의 나머지를 스페인에 할양했다.

### 영국 시대
영국은 그 영토를 동플로리다와 서플로리다로 분할했다. 동 플로리다는 현재 플로리다주에 거의 대부분의 땅에 해당하고, 서 플로리다는 미시시피강과 폰처트레인 호수를 서쪽 경계로, 북위 31도 선을 북쪽 경계로, 애팔래치콜라 강을 동쪽 경계로 설정했다. 서 플로리다의 수도는 펜사콜라로, 1763년 11월의 지사는 조지 존스턴이었다.
1764년 영국은 북부 경계를 북쪽으로 움직여 야주 하구에서, 동쪽으로 채터후치 강까지, 북위 32°22'로 설정해, 오늘날의 미시시피주와 앨라배마주 남부의 약 3분의 1을 포함하게 되었다. 미국 독립 전쟁 동안, 지사는 피터 체스터였다. 플로리다 주재 영국군의 지휘관은 존 캠벨이 맡았다.

### 스페인 시대
미국 독립 전쟁을 종결한 1783년 파리 조약에서 영국은 플로리다를 스페인에 돌려주었지만, 경계를 분명히 하지 않았다. 스페인은 1764년 확장된 경계를 원했지만, 미국은 북위 31도 선을 요구했다. 1795년 산로렌조 조약(일명 핑크니 조약)으로, 스페인은 31도 선을 경계로 인정했다.
1800년 비밀로 체결한 산일데폰소 조약으로, 스페인은 이전 프랑스령 루이지애나를 프랑스로 돌려주었다. 그러나 이 때도 경계를 분명히 하지 않았다. 1803년에 프랑스가 미국에 루이지애나를 양도(루이지애나 매입)했을 때, 스페인과 미국 사이에 다른 경계 분쟁이 일어났다. 미국은 펠디도 강에서 미시시피 강까지 주장했지만, 이는 1763년 프랑스에 할양했을 때의 옛 루이지애나 식민지의 일부였다. 스페인은 그 지역을 서 플로리다의 일부로서 관리하고 있었고, 1800년에 프랑스에 반환한 영토의 일부가 아니라고 주장했다.

## 서플로리다 공화국

서플로리다 공화국의 보니 블루 플래그

미국과 스페인은 서 플로리다의 문제에 대해 오랫동안 결론짓지 못한 협상을 했다. 그러던 중 미국의 개척자들이 문제의 지역에 거점을 만들어 스페인 지배에 저항했다. 남아 있던 영국인 개척자도 스페인의 지배를 싫어하여, 1810년에는 반란을 일으켜 90일 간 지속된 서플로리다 공화국을 세웠다. 9월 23일, 6월에 시작된 모임 이후 반란군은 배턴루지에서 스페인 수비병을 물리치고, 새로운 공화국의 깃발을 휘날렸다. 푸른 바탕에 흰 별 하나가 그려진 깃발은 이후 보니 블루 플래그로 불렸다.
서 플로리다 공화국의 경계는 31도 선 이남, 페르디도강의 서쪽, 미시시피강에서 동쪽, 폰차트레인 호수의 북쪽, 남쪽은 멕시코만을 경계로 했다. 영역은 현재의 앨라배마 주의 남부, 미시시피 주에서는 핸콕, 펄리버, 해리슨, 스톤, 잭슨과 조지의 각 카운티와 라마, 포레스트, 페리와 웨인 각 카운티의 남부에 해당하며, 루이지애나주에서는 이스트 배턴루지, 이스트 펠리시아나, 웨스트 펠리시아나, 리빙스턴, 세인트 헬레나, 탄지파호아, 세인트 태머니와 워싱턴 각 카운티였다. 서 플로리다라는 이름이지만, 현재의 플로리다의 영역은 들어가지 못했다. 서 플로리다 공화국의 수도는 세인트 프랜시스빌로 정했다.
서플로리다 공화국 헌법은 대부분을 미국 헌법에 따르고 있어 정부는 행정, 사법 및 입법부, 3개 부문으로 나눴다. 입법부에는 상원과 하원을 두었으며, 지사는 입법부에 의해 선출되었다. 헌법에 의하면 국가의 정식 명칭은 "플로리다국"(State of Florida)이었다.
처음이자 유일한 지사는 풀와 스킵위즈이며, 루이지애나 매입 협상을 지원했던 전 미국 외교관이었다. 스킵위즈의 취임 연설에서는 미국의 합병 가능성에 대해서도 언급되었다.
| “ | ...정의와 박애의 목소리가 들리는 곳이면 어디든지 우리의 선언과 우리의 권리가 존중될 것이다. 그러나 우리의 혈관을 흐르는 혈액은 우리의 기쁜 나라를 흐르는 강의 본류를 만드는 의지의 지류처럼 방해받는 일이 없다면, 우리의 모국의 심장에 돌아올 것이다. 미국 자유의 불멸의 창설자 천재 워싱턴은 그 혈류를 촉진했고, 우리가 그 흐름을 바꾼다면 우리를 차가운 눈으로 보는 것이다. | ” |

루벤스 켐프가 스페인에서 모빌을 빼앗으려 소규모 군대를 동원한 시도는 실패로 끝났다. 서플로리다 군의 행진곡에는 다음과 같은 시가 있다.
| “ | 서 플로리다, 이 사랑스런 나라 West Floriday, that lovely nation, 왕도, 폭군도 없는 Free from king and tyranny, 전 세계에 존중받을 것이라 Thru' the world shall be respected, 진정으로 자유를 사랑하는 마음에 For her true love of Liberty. | ” |

## 영토 합병
1810년 10월 27일, 서플로리다의 일부는 미국 대통령 제임스 매디슨의 선언에 따라 미국에 병합되었다. 매디슨은 그곳이 루이지애나 매입에 포함되었던 것을 근거로 삼았다. 처음에는 그냥 넘어갔지만, 스킵위즈와 의회가 이 선언에 항의했으며, 합중국으로 추가될 조건의 협상을 원했다. 그러나, 영토 접수를 위해 파견된 윌리엄 C. C. 클레이븐은 서플로리다 정부의 정당성을 인정하지 않았다. 스큅위즈는 "외로운 별 하나의 깃발을 지키다가 죽을" 용의가 있다고 선언했다. 그러나 스킵위즈와 의회는 최종적으로 타협하였으며, 매디슨 선언의 선언을 인정하게 된다.
1810년 12월 6일, 미국은 세인트 프랜시스빌을 접수했고, 배턴루지는 12월 10일에 접수되었다. 이들 지역은 새로 만들어진 올리언스 준주에 포함되었다. 미국은 1812년에 서플로리다의 모빌 지역을 미시시피 준주로 병합했다. 스페인은 영토 분쟁 중이었고, 미국은 점령 지역을 점차 늘려 나가며, 1819년 애덤스 오니스 조약으로 플로리다 전역을 미국에 할양받게 된다. 미국은 1822년 3월 30일에 동 플로리다의 대부분과 서 플로리다의 일부를 맞춰, 플로리다 준주를 출범하게 되었다. 이 플로리다 준주는 1845년에 미국의 27번째 주가 되었다.
현재 루이지애나에 있는 서 플로리다 지역은 플로리다 군부(8개 군의 집합)로 알려져 있다. 서플로리다 공화국 역사박물관은 잭슨에 있다. 1993년 루이지애나주 의회는 플로리다 군을 지나는 주간 고속 도로 12호선을 "서플로리다 공화국 파크웨이"라고 이름 붙였다.
2002년 풀와 스킵위즈의 증손녀 레일라 리 로버츠가 서플로리다 공화국 헌법 원본과 관련 자료를 루이지애나 기록 보관소에 기부했다.

## 같이 보기
- 영국령 북아메리카
- 누에바에스파냐